# Jingzhe
Le jingzhe (chinois traditionnel : 驚蟄, simplifié : 惊蛰, japonais : 啓蟄, pinyin : jīngzhé ; littéralement : « fin de l’hibernation des insectes ») est la troisième des vingt-quatre périodes solaires des calendriers traditionnels d’Extrême-Orient. Il est précédé par le yushui (« eau de pluie ») et suivi par le chunfen (équinoxe de printemps).
Le jingzhe débute lorsque le Soleil atteint une longitude de 345° le long de l’écliptique (ce qui a lieu selon les années entre le 5 et le 7 mars) et se termine lorsqu’il est à la longitude 360° (vers le 20 ou 21 mars).
En japonais, l'équivalent de jingzhe est keichitsu ; on trouve en coréen gyeongchip (경칩) et en vietnamien kinh trập.